# Euphysa peregrina
Euphysa peregrina är en nässeldjursart som först beskrevs av Murbach 1899.  Euphysa peregrina ingår i släktet Euphysa och familjen Euphysidae. Inga underarter finns listade i Catalogue of Life.